# Micro Machines 2: Turbo Tournament
Micro Machines 2: Turbo Tournament — гоночная видеоигра, разработанная компанией Supersonic Software и изданная Codemasters для игровой системы Sega Mega Drive в 1994 году. Является продолжением игры Micro Machines и основана на серии миниатюрных игрушечных автомобилей Micro Machines компании Galoob. Игровой процесс построен на гонках миниатюрных транспортных средств в различных бытовых локациях. В Micro Machines 2: Turbo Tournament добавлены новые транспортные средства и игровые режимы. Версия для Mega Drive выпущена на картридже J-Cart, что позволяло подключать до восьми игроков без использования разветвлителя.
Разработка началась после выпуска версии оригинальной игры для Mega Drive, с особым вниманием к графике и физике управления. Вайолет Берлин из телепрограммы Bad Influence! появляется в игре в качестве нового персонажа. Компания Codemasters не занималась непосредственной разработкой игры, так как программист первой части Micro Machines был недоступен, однако они разработали версии для Game Gear и Game Boy. Micro Machines 2: Turbo Tournament была портирована на различные платформы, включая Game Gear и MS-DOS. Версия для MS-DOS, выпущенная в Северной Америке издателем GameTek, содержит редактор трасс. В 1995 году для Mega Drive было выпущено обновление под названием Micro Machines Turbo Tournament '96, включающее редактор трасс, новые гоночные трассы и обновлённый саундтрек.
Игра получила положительные отзывы критиков, которые отмечали, что дополнительные трассы и транспортные средства повышают реиграбельность. Однако графическое исполнение некоторых версий подверглось критике. Обновлённая версия для Mega Drive также была хорошо принята, хотя некоторые рецензенты критиковали её за чрезмерное сходство с оригиналом. Успех игры привёл к выпуску спин-оффа Micro Machines Military в 1996 году и продолжения Micro Machines V3 в 1997 году.

## Игровой процесс
Игровой процесс идентичен предыдущей части серии: гонки представлены с видом сверху, а игроки соревнуются на локациях, таких как ванные комнаты и бильярдные столы (многие трассы содержат препятствия в виде обычных бытовых предметов) на различных транспортных средствах, включая катера и вертолёты. В игру добавлено шестнадцать новых транспортных средств.
Как и в оригинале, присутствуют режимы испытания (challenge) и противостояния (head-to-head). В режиме испытания игроки участвуют в серии гонок против трёх соперников и должны финишировать первыми или вторыми, чтобы перейти к следующей гонке. При достижении достаточно хорошего времени круга на любом из ранних уровней игроки автоматически выигрывают гонку. Три победы подряд дают игрокам возможность выиграть дополнительную жизнь, пройдя специальный раунд, в котором нужно собрать транспортные средства за ограниченное время. Режим противостояния — игра, в которой соперник должен достичь достаточного отрыва от оппонентов, чтобы стать единственным гонщиком на экране. Это приносит игроку очко, отображаемое цветными индикаторами на экране: один индикатор окрашивается в цвет этого игрока. Если все восемь индикаторов становятся одного цвета, игрок этого цвета побеждает. Если после трёх кругов цвета смешаны, побеждает игрок с наибольшим количеством индикаторов. В обоих режимах игрокам даётся по три жизни. Перед гонкой игроки выбирают персонажа, характеристики которого влияют только на компьютерных противников.
В Micro Machines 2: Turbo Tournament добавлены новые режимы: Лиги (Leagues), Испытания на время (Time Trials), Одиночная гонка (Single Race) и Турниры (Tournaments). В режиме Лиги игроки соревнуются за очки в дивизионах. Сезоны состоят из четырёх гонок. Игроки, набравшие наибольшее количество очков в конце сезона, получают повышение в следующий дивизион, а игроки с наименьшим количеством — понижаются. В режиме Испытания на время игроки соревнуются в одиночку (хотя на некоторых трассах присутствует Теневой гонщик, представляющий лучшее время) за лучший результат или для отработки навыков вождения. Одиночная гонка — режим, в котором игроки соревнуются в серии раундов, где транспортные средства начинают с центра экрана и постепенно удаляются друг от друга по мере прогресса гонки. Если транспортное средство уходит за пределы экрана, оно выбывает из гонки, если только не преодолело наибольшее расстояние. Игра заканчивается, когда на экране остаётся только один игрок. Турниры представляют собой фиксированную серию гонок, проводимых по тем же правилам, что и Одиночная гонка. Победителем становится игрок, первым набравший установленное количество побед. Существуют два режима только для многопользовательской игры: Нокаут (Knockout) и Командная игра (Share Games). Нокаут включает серию гонок, аналогичных турнирному режиму, где победители проходят в следующий раунд, а проигравшие выбывают. Командная игра аналогична Одиночной гонке, но автомобили окрашены в соответствии с командой, а итоговая позиция каждой команды зависит от того, какой из её участников показал лучший результат. Картридж J-Cart для Mega Drive обеспечивает два дополнительных порта для контроллеров, что позволяет участвовать до восьми игрокам при условии совместного использования контроллеров двумя игроками.
Версия для MS-DOS включает редактор трасс, который также был добавлен в обновлённую версию для Mega Drive.

## Разработка

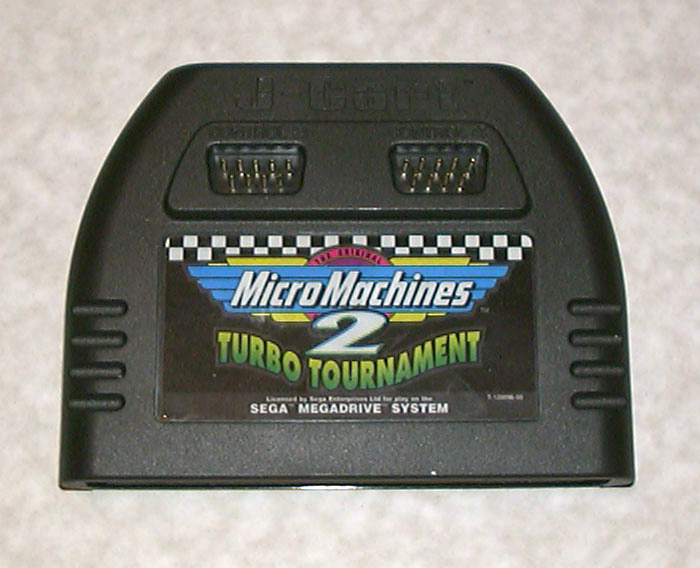
J-Cart был создан для того, чтобы четыре игрока могли играть без адаптера

Эндрю Грэм, программист оригинальной игры, вернулся в университет после её завершения, и Дэвид Дарлинг, соучредитель Codemasters, решил, что они не могут ждать окончания его обучения. Codemasters обратились к Питеру Уильямсону из Supersonic Software с предложением разработать продолжение. Уильямсон только что закончил работу над Cosmic Spacehead и искал новый проект. Планировалось, чтобы сиквел воспроизводил атмосферу оригинала с добавлением максимального количества новых функций. Оригинальная игра использовалась как образец, при этом код и графика создавались с нуля. Уильямсон пояснил, что они стремились не только воссоздать, но и превзойти достоинства оригинальной игры, и её успех был ожидаем. Дарлинг хотел, чтобы продолжение было не просто развитием первой части.
Разработка началась в 1993 году, сразу после выпуска версии первой игры для Mega Drive. Дата выпуска была назначена на ноябрь 1994 года, и, по словам Уильямсона, ощущалось давление по выпуску игры в срок. Ранние игровые решения касались физики транспортных средств, например, более тяжёлые машины должны были быть медленнее. Уильямсон рассказывал, что медленные транспортные средства считались «скучными», и команда «делала игру для себя». Он отмечал, что разработчики стремились к большему разнообразию и глубине по сравнению с оригиналом, поэтому были запрограммированы такие переменные, как трение шин и блокировка колёс, изменяющие поведение транспортных средств. Эти дополнения увеличили размер игры вдвое по сравнению с оригиналом, но были использованы методы сжатия, чтобы избежать необходимости в накопителях большой ёмкости. Это также позволило разработать J-Cart, дающий возможность подключить четыре контроллера без дополнительного оборудования. Уильямсон считал, что увеличение числа игроков сделает игру более увлекательной, и заявил, что J-Cart сыграл важную роль в её становлении как «игры для вечеринок». Идея J-Cart принадлежала Дэвиду и Ричарду Дарлингам. Хотя изначально команда Supersonic Software не участвовала в его разработке, они были воодушевлены, узнав о J-Cart, поскольку видели в нём потенциал. Ричард также был руководителем проекта и еженедельно посещал офисы Supersonic Software. Его основной заботой была увлекательность игры. Дэвид также предложил идею совместного использования контроллеров игроками, увеличив общее число поддерживаемых игроков до восьми. Уильямсон отмечал, что команда не беспокоилась о слишком быстром повышении сложности или о целевой аудитории.
Разработчики Supersonic сосредоточили внимание на графике и игровых режимах для малых транспортных средств. Поскольку Mega Drive считалась ведущей платформой, «8-битная» графика была неприемлема. Дэвид Дарлинг остался недоволен первыми результатами и поручил Supersonic переработать графику. По его словам, перспектива была неверной, а также наблюдались замедления. Он также отмечал, что обеспечение работы игры с частотой 50 кадров в секунду в режиме восьми игроков было затруднительно. Supersonic обратилась за помощью в работе над графикой к Big Red Software. Большая часть фоновой графики была создана Марком Нисамом на компьютере Amiga 500. Он указывал, что некоторые графические элементы создавались с трудом, несмотря на доступ к оригиналам, и полагал, что дополнительные цвета позволили ему сделать графику более детализированной, при этом расширенная цветовая палитра использовалась и для упрощения некоторых элементов. Ричард Дарлинг поощрял модификации, придающие игре индивидуальность. Журналисты часто посещали студию для проверки хода разработки. Вайолет Берлин, соведущая телепрограммы Bad Influence!, появилась в игре в качестве персонажа: во время одного из визитов Ричард Эдди из Codemasters попросил её сфотографироваться для включения в игру. Она согласилась при условии, что станет самым быстрым персонажем, хотя уже было решено, что другой персонаж получит это преимущество. В итоге она стала вторым по скорости персонажем.
Micro Machines 2: Turbo Tournament отличается большим взаимодействием с игровым окружением по сравнению с оригиналом, например, появились уровни в темноте. Любимым нововведением Уильямсона в игре была губка на кухне, которая вынуждала игроков рассчитывать время заезда на платформу и съезда с неё. Ему также понравилась трасса на сиденье унитаза. Дэвид Дарлинг первоначально негативно отнёсся к физике, отметив, что ему нравилось, как в первой игре были реализованы заносы . Она дорабатывалась до тех пор, пока не стала схожей с оригиналом, и в итоге механика работала «идеально». По словам Уильямсона, команда потратила «огромное количество времени» на тестирование игры.
Micro Machines 2: Turbo Tournament вышла на Mega Drive в 1994 году. Картридж был оснащён энергонезависимой памятью (NVR), которая сохраняла время прохождения кругов и игровые достижения. Игра была портирована на MS-DOS, Game Gear, Super Nintendo Entertainment System и Game Boy. Также планировалась версия для Amiga. Разработкой версии для Game Gear занималась Codemasters, работа над которой началась в сентябре 1994 года, а выпуск порта состоялся весной 1995 года. Версия для MS-DOS была издана в Северной Америке компанией GameTek 31 мая 1996 года. Европейский выпуск для PC был осуществлён Codemasters в июле 1995 года. Версии для SNES и Game Boy были изданы Ocean Software.
В октябре 1995 года, после продажи более четверти миллиона копий, для PAL-регионов был выпущен обновлённый вариант игры — Micro Machines Turbo Tournament '96 для Mega Drive. Обновление включало дополнительные трассы, редактор трасс и новое музыкальное сопровождение. Игра распространялась на картридже формата J-Cart, а для сохранения пользовательских трасс использовалась микросхема NVR. Редактор трасс, ранее доступный в версии Micro Machines 2: Turbo Tournament для персональных компьютеров, по словам Уильямсона, был логичным дополнением, которое не удалось реализовать в первоначальной версии для Mega Drive из-за ограниченных сроков разработки перед рождественским сезоном продаж. Уильямсон также упомянул о сложности конкуренции на американском рынке. Сиквел был разработан за шесть месяцев. Успех игры привёл к тому, что студии Supersonic было предложено разработать Micro Machines Military, выпущенную в 1996 году для Mega Drive и отличавшуюся наличием военной техники с вооружением. Грэм вернулся к работе над Micro Machines V3, вышедшей в 1997 году. В 2000 году Micro Machines 2: Turbo Tournament была переиздана в комплекте с оригинальной игрой для портативной игровой системы Game Boy Color.

## Критика
| Сводный рейтинг              | Сводный рейтинг                                            |
| Агрегатор                    | Оценка                                                     |
| ---------------------------- | ---------------------------------------------------------- |
| MobyRank                     | 7,5/10 (84% положительных)                                 |
| Иноязычные издания           |                                                            |
| Издание                      | Оценка                                                     |
| CVG                          | 94% (Mega Drive) 90% (Turbo Tournament 96)                 |
| Edge                         | 8/10 (Mega Drive)                                          |
| GameSpot                     | 8/10 (MS-DOS)                                              |
| Next Generation              | (MS-DOS)                                                   |
| GamesMaster                  | 97% (Mega Drive)                                           |
| Mean Machines Sega           | 95% (Mega Drive) 93% (Game Gear) 92% (Turbo Tournament 96) |
| Player One                   | 97% (Mega Drive) 92% (Game Gear) 95% (Turbo Tournament 96) |
| Consoles +                   | 90% (Game Gear) 93% (SNES)                                 |
| Mega Fun                     | 75% (Game Gear) 83% (Turbo Tournament 96)                  |
| Joypad                       | 86% (SNES) 81% (Turbo Tournament 96)                       |
| Power Play                   | 79% (MS-DOS)                                               |
| Coming Soon Magazine         | 91% (MS-DOS)                                               |
| Computer Games Strategy Plus | (MS-DOS)                                                   |
| Sega Saturn Magazine         | 92% (Turbo Tournament 96)                                  |
| Sega Magazine                | 96% (Mega Drive)                                           |
| PC Zone                      | 92% (MS-DOS)                                               |

Micro Machines 2: Turbo Tournament получила положительные отзывы. Критики высоко оценили технологию картриджа J-Cart, а также дополнительные трассы и транспортные средства. Марк Паттерсон из журнала Computer and Video Games отметил, что версия для Mega Drive с картриджем J-Cart позволяла играть более чем двум игрокам без дополнительного оборудования, и охарактеризовал игру как «чертовски блестящую!». Рецензент Edge заметил, что дополнительные транспортные средства, трассы и игровые режимы повышают реиграбельность как одиночного, так и многопользовательского режимов. Обозреватели GamesMaster высоко оценили её «захватывающий» характер и отметили, что она входит в число лучших или наиболее высоко оценённых ими игр. Обозреватель Mean Machines Sega счёл, что игра превзошла ожидания, и согласился с другими мнениями, высоко оценив реиграбельность благодаря дополнительным уровням и транспортным средствам. Рецензент Player One высоко оценил анимацию, отметив отсутствие замедлений, а также играбельность. Рецензенты Sega Magazine выразили крайне положительное мнение: Ричард Лидбеттер и Том Гайз высоко оценили многопользовательский режим, назвав его «неприкасаемым». Играбельность также получила высокую оценку и была охарактеризована как «превосходная». Лидбеттер считал, что игра «абсолютно великолепна и стоит запрашиваемой цены».
Версия для Game Gear получила положительные отзывы, причём некоторые критики сравнивали её с версией для Mega Drive. Обозреватель из журнала Consoles+ отметил, что её музыкальное сопровождение напоминает саундтрек версии для Mega Drive, и высоко оценил анимацию, назвав её скорость «невероятной». Рецензент Mean Machines Sega охарактеризовал версию для Game Gear как «не менее играбельную, чем классическая версия для Mega Drive», но раскритиковал частоту обновления экрана, отметив, что оно «делает изображение несколько мутным». Обозреватель Player One похвалил оригинальность трасс, но охарактеризовал звуковое сопровождение как среднее. Рецензент из Mega Fun посчитал, что многопользовательский режим лучше реализован при соединении двух консолей, чем при игре двух игроков на одной.
Схожие положительные отзывы получили и другие версии игры. Обозреватель из Consoles+ высоко оценил возможность одновременной игры вчетвером в версии для SNES, а также добавление новых игровых режимов и трасс. Рецензент Joypad высоко отозвался о многопользовательском режиме, охарактеризовав его как «просто отличный», и аналогично оценил манёвренность транспортных средств. Обозреватель Power Play положительно отметил разнообразие версии для MS-DOS. Винс Броуди из GameSpot похвалил «превосходный» игровой процесс, но посетовал на повторяемость CD-саундтрека и на то, что графика уступала конкурентам. Рецензент Coming Soon Magazine отметил «великолепный» игровой процесс и высоко оценил редактор трасс, назвав его «замечательной идеей», повышающей играбельность. Стив Бауман из Computer Games Strategy Plus выразил смешанные чувства: он считал игру «крайне поверхностной», но при этом охарактеризовал её как «удивительно увлекательную». Чарли Брукер из PC Zone положительно отозвался о графике и звуке, описав их как «милые» и «аккуратные» соответственно, и высоко оценил «вневременной консольный стиль экшена». Игра была названа классикой PC Zone. Обозреватель Next Generation отметил: «если вас интересуют простые аркадные гонки, которые отлично работают даже на 386-м процессоре, то вы нашли настоящую жилу». Он считал, что игра больше подходит для консолей, поскольку явно ориентирована на многопользовательский режим, но не поддерживает сетевую игру, что требует от игроков собираться вокруг одного ПК. При этом рецензент положительно оценил привлекательность автомобилей и изобретательность трасс.
Обновленная версия для Mega Drive также получила положительные отзывы, хотя некоторые критики ставили под сомнение целесообразность её выпуска в качестве отдельного продукта. Гэри Лорд из Computer and Video Games охарактеризовал редактор трасс как «оригинальную идею», но отметил, что по сравнению с оригинальной игрой существенных отличий нет, а дополнительные трассы — «всё то же самое». Рецензент из Joypad согласился с этим мнением, положительно отозвавшись о редакторе трасс и дополнительных трассах, но отметив, что игра создаёт «впечатление дежавю». Обозреватель Mean Machines Sega придерживался иной позиции: он считал, что редактор трасс добавляет «совершенно новое измерение», но поднял вопрос о том, захотят ли игроки приобретать новую версию, если у них уже есть оригинальная игра. Критик Player One высказал мнение, что игра вводит инновации, повышающие её привлекательность. Обозреватель Mega Fun высоко оценил «образцовый» игровой процесс, но отметил, что редактор трасс был единственным нововведением. Эд Ломас из Sega Saturn Magazine сравнил редактор трасс с аналогом из версии для MS-DOS и счёл его «существенно ограниченным» и не таким полнофункциональным, а также раскритиковал Codemasters за выпуск игры в качестве отдельного продукта, а не дополнительного картриджа. Тем не менее, он высоко оценил игру в целом, назвав её одной из самых играбельных из тех, в которые он играл, но, хотя и охарактеризовал её как «лучшую», отметил, что улучшения по сравнению с оригиналом недостаточны, чтобы сделать её обязательной для приобретения. В 1996 году GamesMaster поставил версию для Mega Drive на 6-е место в своём списке «The GamesMaster Mega Drive Top 10». В том же выпуске журнал также поместил игру на 61-е место в списке «Top 100 Games of All Time».